# Daniel Font
Daniel Font (* 22. Februar 1993 in Chester) ist ein walisischer Badmintonspieler. 

## Karriere
Daniel Font wurde 2011 erstmals nationaler Meister in Wales. Drei weitere Titelgewinne folgten bei der Meisterschaft im Jahr 2014. 2012 und 2014 nahm er an den Badminton-Europameisterschaften teil, 2013 an den Badminton-Weltmeisterschaften. 2012 siegte er auch bei den Irish International.